# Caffè corretto

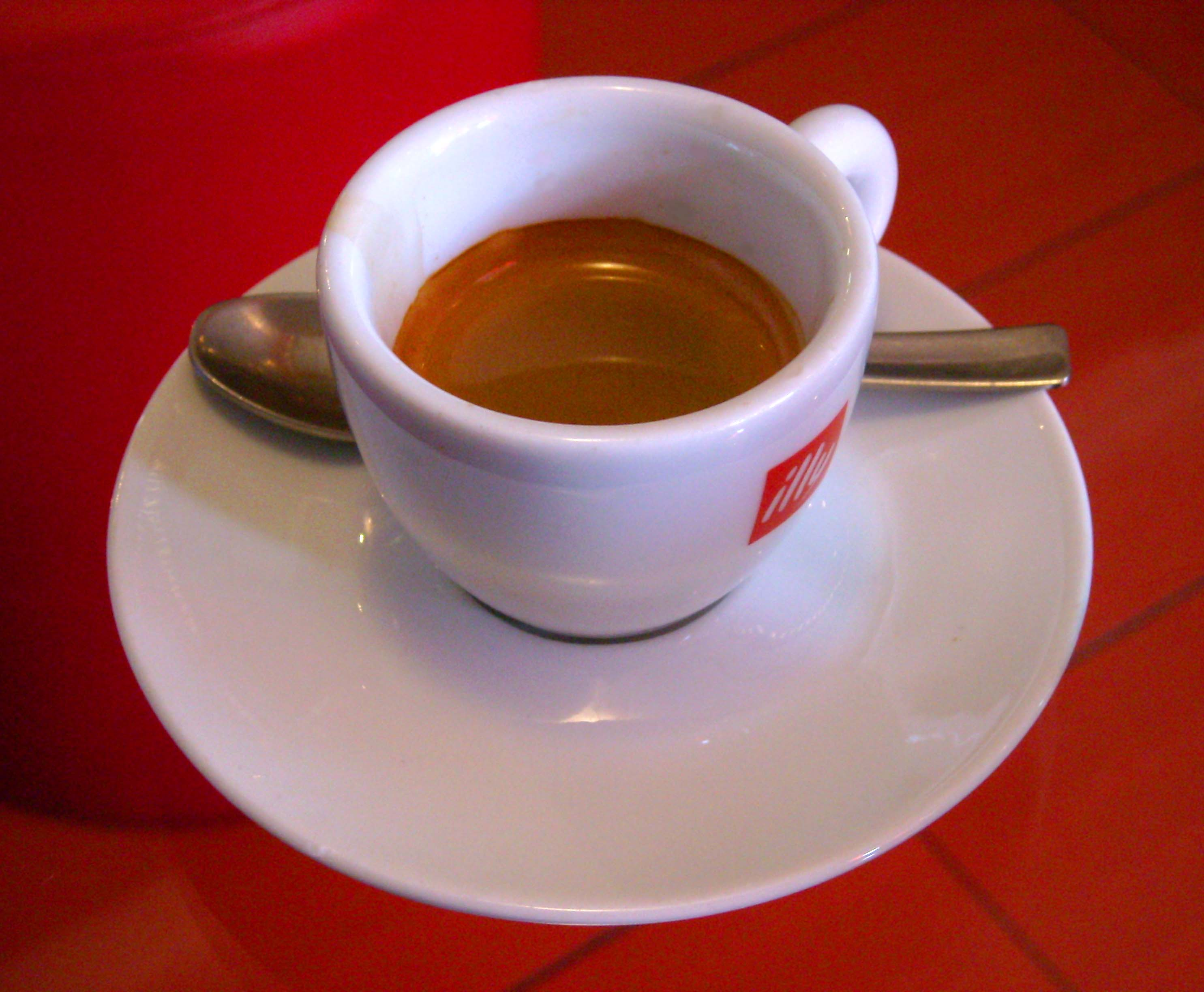
Caffè espresso al que se le corrige con una bebida espirituosa.

El Caffè corretto [kafˈfɛ korˈrɛtto] es una bebida italiana que consiste en un espresso simple «corregido» con un chorrito de una bebida alcohólica de alta graduación, como grappa, brandy o sambuca. Se suele servir como desayuno en las mañanas de invierno. En España se sirve un café similar denominado carajillo.
Es también popular en otros países como Venezuela, donde la bebida alcohólica en cuestión suele ser ron o cocuy. En este país se le conoce como envenenado.